# Adeos
Adeos (Adaptive Domain Environment for Operating Systems) est un logiciel hyperviseur créé par Karim Yaghmour en 2003 et destiné à partager les ressources matérielles entre divers systèmes d'exploitation. Il est utilisé conjointement à Linux afin de lui permettre d'ajouter des fonctionnalités temps-réel dures dans les projets RTAI et Xenomai.
Originellement créé par Philippe Gerum en 2003 pour contourner le brevet déposé par Victor Yodaiken et Michael Barabanov de FSMLabs concernant une technique triviale utilisée dans RTLinux, Adeos est basé sur une idée originale de Karim Yaghmour publiée dans un article de février 2002.